# VII típusú német tengeralattjáró
A VII típusú német tengeralattjárók voltak a német U-boot-flotta (tengeralattjáró) „igáslovai” a második világháborúban. A VII típus az E-2 típuson alapult, melyet a német Deschimag nevű vállalat fejlesztett ki a szovjet haditengerészetnek (a Szovjetunióban IX sorozatként gyártották). A VII típusú U-bootok voltak a második világháború legelterjedtebb tengeralattjárói, valamint több mint 700 legyártott darabbal a világ legnagyobb számban gyártott tengeralattjárójává vált. A típusnak számos változata volt.

## VIIA típus
A VIIA típust 1933–1934 között fejlesztették ki, mint az első újgenerációs támadó tengeralattjárót. A típus nagy népszerűségnek örvendett a legénységek körében és jóval erősebb volt az általa leváltott II típusú tengeralattjáróknál, 4 elülső és 1 hátsó torpedóvető csövének köszönhetően. Ezek a tengeralattjárók általában 11 torpedót hordoztak fedélzetükön, de rendelkeztek 88 mm-es fedélzeti ágyúval is.
Tíz darab VIIA típusú U-bootot – U–27, U–28, U–29, U–30, U–31, U–32, U–33, U–34, U–35, U–36 – építettek 1935 és 1937 között. A háború végére minden VIIA típusú tengeralattjárót elsüllyesztettek a szövetségesek, kivéve az U–29-et és az U–30-at, melyeket 1945. május 4-én a németek süllyesztettek el a Kupfermühlen-öbölben.
Általános jellemzők:
- Vízkiszorítás: felszínen 626 tonna, lemerülve 745 tonna
- Hossz: teljes 64,5 m, nyomásálló test 45,5 m
- Szélesség: teljes 5,85 m, nyomásálló test 4,7 m
- Magasság: 9,5 m
- Teljesítmény: felszínen 1700 kW (2310 LE), lemerülve 560 kW (750 LE)
- Sebesség: felszínen 17 csomó (31 km/h), lemerülve 8 csomó (15 km/h)
- Hatótávolság: felszínen 11 470 km (10 csomós – 19 km/h – sebességnél), lemerülve 175 km (4 csomós – 7 km/h – sebességnél)
- Torpedóvető csövek: 4 db elöl, 1 db hátul (összesen 11 db torpedó)
- Fedélzeti ágyú: 88 mm-es ágyú 220 lövedékkel
- Legénység: 42–46 tiszt és matróz
- Maximális merülési mélység: 220 m
- Végzetes mélység: 230–250 m

## VIIB típus

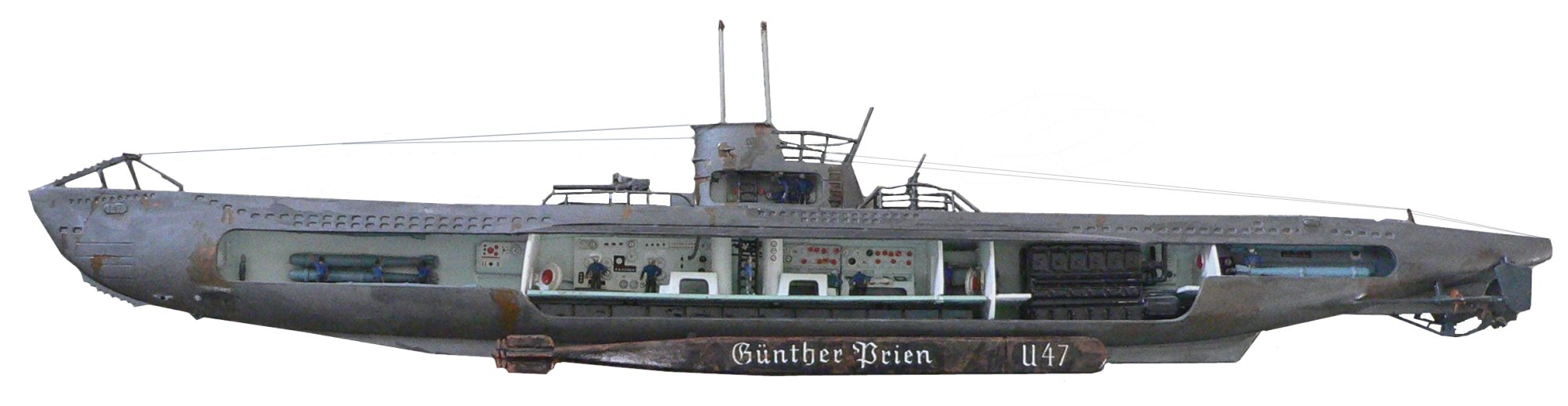
Prien U-47-ese (makett)

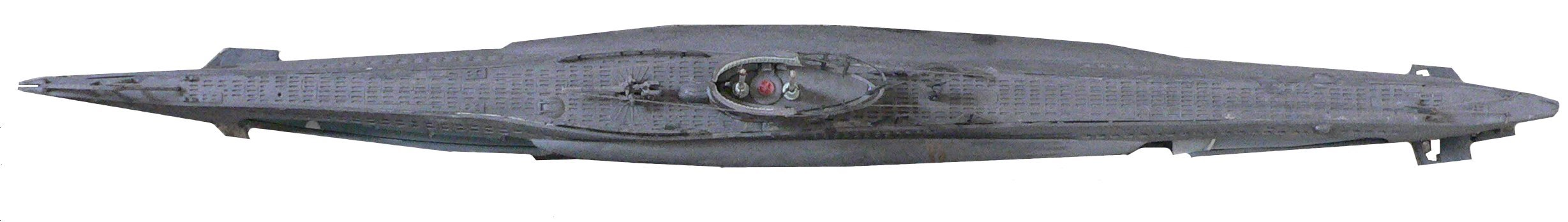
Prien U-47-ese (makett)

A VIIA típus egyetlen jelentős hibája a korlátozott üzemanyag-kapacitás volt, ezért az 1936 és 1940 között épült 24 darab VIIB típusú tengeralattjárót felszerelték külső üzemanyagtartályokkal, melyek további 33 tonna üzemanyag szállítását tették lehetővé, ezáltal 4625 kilométerrel megnövelve az U-bootok hatótávolságát (10 csomós sebesség mellett, felszínen). Az új típus kicsivel gyorsabb volt a VIIA típusnál, és két kormánylapáttal volt ellátva. A VIIB típus fegyverzete megegyezett a VIIA típuséval (kivétel az U–83, amelynek nem volt hátul torpedóvető csöve), de további három torpedót szállíthatott.
A leghíresebb U-bootok között számos VIIB típusú van. Ilyen például az U–48 (a legsikeresebb német tengeralattjáró), Günther Prien U–47-ese, Otto Kretschmer U–99-ese vagy Joachim Schepke U–100-asa.
Általános jellemzők:
- Vízkiszorítás: felszínen 753 tonna, lemerülve 857 tonna
- Hossz: teljes 66,5 m, nyomásálló test 48,8 m
- Szélesség: teljes 6,2 m, nyomásálló test 4,7 m
- Magasság: 9,5 m
- Teljesítmény: felszínen 2400 kW (3200 Le), lemerülve 560 kW (750 Le)
- Sebesség: felszínen 17,9 csomó (33 km/h), lemerülve 8 csomó (15 km/h)
- Hatótávolság: felszínen 16 095 km (10 csomós – 19 km/h – sebességnél), lemerülve 175 km (4 csomós – 7 km/h – sebességnél)
- Torpedóvető csövek: 4 db elöl, 1 db hátul (14 db torpedó)
- Fedélzeti ágyú: 88 mm-es ágyú 220 lőszerrel
- Legénység: 44–48 tiszt és matróz
- Maximális merülési mélység: 220 m
- Végzetes mélység: 230–250 m

## VIIC típus
A VIIC típus volt a német U-boot erő igáslova. 1940 és 1945 között 568 VIIC típusú tengeralattjárót állítottak hadrendbe. A típus gyártása egészen a háború végéig tartott. Az első VIIC típusú tengeralattjárót, az U–69-et 1940-ben állították hadrendbe. A VIIC típus egy hatékony fegyver volt és szinte mindenhol jelen volt, ahol a német U-bootok tevékenykedtek, bár hatótávolságuk nem volt akkora, mint a IX típusnak. A VIIC típus a második világháború elején, a német katonai sikerek végén állt szolgálatba, és tanúja lehetett, ahogy a szövetségesek tengeralattjáró-ellenes taktikája legyőzi a német tengeralattjárókat 1943 és 1944 között.
A VIIC típus, a nagy sikereket elért VIIB típus kissé módosított változata. Motorja és teljesítménye nagyon hasonlít, de nagyobb mérete és tömege miatt valamivel lassabb volt a VIIB típusnál. Sok VIIC típusú hajót szereltek fel Schnorchellel (légperiszkóp), 1944-ben és 1945-ben.
Torpedóvető csöveiknek elrendezése szintén megegyezik az elődével, de kivételt képez ez alól az U–72, az U–78, az U–80, az U–554, és az U–555, melyeknek csak két torpedóvető csövük volt elöl, valamint az U–203, az U–331, az U–351, az U–401, az U–431, és az U–651, melyek pedig hátsó torpedóvető csővel nem rendelkeztek.
Valószínűleg a leghíresebb VIIC típusú tengeralattjáró az U–96 volt, ugyanis erről az U-Bootról szól A tengeralattjáró (Das Boot) című regény (Lothar-Günther Buchheim, 1973), illetve az ebből készült 1981-es A tengeralattjáró c. mozifilm-adaptáció, Wolfgang Petersen rendezésében.
Általános jellemzők
- Vízkiszorítás: felszínen 769 tonna, lemerülve 871 tonna
- Hossz: teljes 67,1 m, nyomásálló test 50,5 m
- Szélesség: teljes 6,2 m, nyomásálló test 4,7 m
- Magasság: 9,6 m
- Teljesítmény: felszínen 2400 kW (3200 Le), lemerülve 560 kW (750 Le)
- Sebesség: felszínen 17,7 csomó (33 km/h), lemerülve 7,6 csomó (14 km/h)
- Hatótávolság: felszínen 15 170 km 10 csomós – 19 km/h – sebességnél), lemerülve 150 km (4 csomós – 7 km/h – sebességnél)
- Torpedóvető csövek: 4 db elöl, 1 db hátul (14 db torpedó)
- Fedélzeti ágyú: 88 mm-es ágyú 220 lőszerrel
- Legénység: 44–52 tiszt és matróz
- Maximális merülési mélység: 230 m
- Végzetes merülési mélység: 250–295 m

### U-flak
Az U-flak tengeralattjárók VIIC típusú U-bootok voltak (az U–441, az U–256, az U–621, és az U–951), melyeket úgy alakítottak át, hogy a felszínen kísérhessék a francia kikötőkből induló támadó tengeralattjárókat. Az U-flakok jelentősen megnövelt légvédelmi tűzerővel rendelkeztek.
További három tengeralattjáró (az U–211, az U–263, és az U–271) átalakítása kezdődött meg, de ezeket nem fejezték be, és később ismét hagyományos, VIIC típusú tengeralattjáróként funkcionáltak.
A módosított tengeralattjárókat először 1943 júniusában vetették be, ahol sikeresen szerepeltek a meglepett Királyi Légierő ellen. Látván a bennük rejlő lehetőségeket, Dönitz elrendelte hogy csoportokba verődve, teljes sebességgel keljenek át a Vizcayai-öblön. A németek, fáradozásuknak eredményeképp két hónapnyi "szabadságot" kaptak, amíg a Királyi Légierő meg nem tette az ellenintézkedéseket. Mikor a britek hadihajókat hívtak segítségül a repülőgépek támogatásához, az U-flak tengeralattjárókat visszahívták, és visszaalakították őket egyszerű U-bootokká.
Az U-flak ötlete 1942. augusztus 31-én merült fel, mikor az U–256 komolyan megrongálódott egy légitámadás során. Ahelyett, hogy szétbontották volna a tengeralattjárót, úgy döntöttek, hogy megjavítják és nehézfegyverzetű, légvédelmi hajóvá teszik, hogy megállítsák a szövetséges repülőgépek támadásait a Vizcayai-öbölben.
Az U-flakok fedélzetére két darab négycsövű Flakvierlinget (légvédelmi ágyú), valamint egy darab  37 mm-es automata fegyvert szereltek. Egy 86 mm-es légvédelmi-rakéta kilövőt is kipróbáltak, de ez nem bizonyult működőképesnek. Ezzel egyidőben két darab 20 mm-es löveget is felszereltek. A tengeralattjárók üzemanyag-kapacitása korlátozott volt, így csak a Vizcayai-öbölben teljesítettek szolgálatot. Ezek a tengeralattjárók mindössze 5 db, előre betöltött torpedót vittek magukkal, hogy legyen elég hely a további lövészek számára.
1943 novemberében, kevesebb mint hat hónappal a kísérletezés elkezdése után, minden U-flak tengeralattjárót visszaalakítottak hagyományos U-boottá, mivel nem voltak túl sikeresek. Ezután már a hagyományos tengeralattjárók légvédelmi fegyverzete sem volt gyengébb mint az U-flakoké. Az erős légvédelmi fegyverzet ellenére a tengeralattjárók még mindig sebezhetőek voltak, főleg a nyomásálló testen, ezért ha ellenséges repülőgéppel találkoztak szembe, a legjobb amit tehettek, hogy víz alá merültek.  A német források szerint, mindössze két repülőgépet sikerült lelőniük az U-flakoknak hat bevetésük során (három bevetés az U–441, valamint egy-egy az  U–256, az U–621, és az U–953 nevéhez fűződik).

## VIIC/41 típus

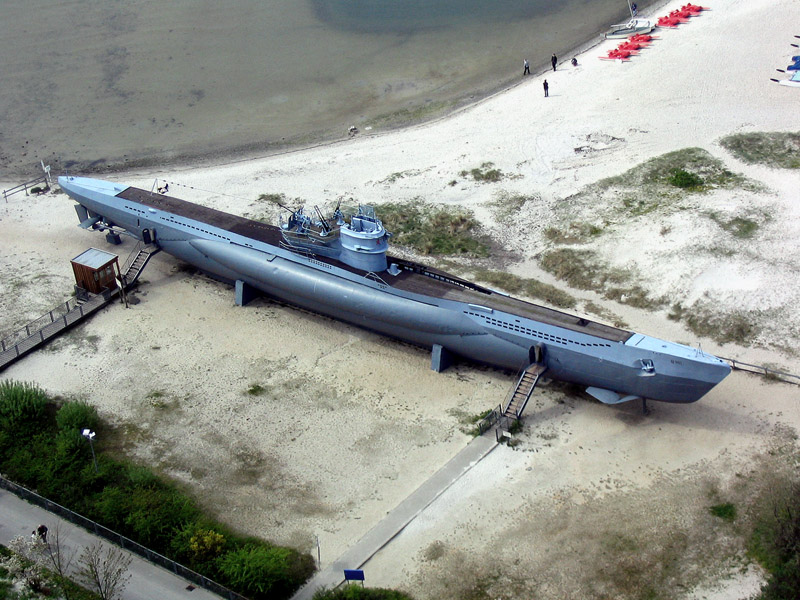
A VIIC/41 típusú U-995

A VIIC/41 típus a sikeres VIIC típus kissé módosított változata, de motorja és fegyverzete nem változott. A különbség a megerősített nyomásálló testen és a könnyebb motoron figyelhető meg. A nyomásálló test megerősítéséhez felhasznált acéltöbblet tömegének ellensúlyozása miatt a motort könnyebbé tették, ami miatt végül a VIIC/41 típus könnyebbé vált mint a VIIC típus. Összesen 91 darab készült ebből a típusból. Az U–1271 utáni példányokból hiányzott az aknák telepítésének lehetősége.
Mára mindössze egy darab VIIC/41 típusú tengeralattjáró maradt meg, az U–995. Az U–995-öt a Kiel-től északra található Laboe-ben állították ki, mint az egyetlen megmaradt VII típusú U-bootot.
Általános jellemzők:
- Vízkiszorítás: felszínen 769 tonna, lemerülve 871 tonna
- Hossz: teljes 67,1 m, nyomásálló test 50,5 m
- Szélesség: teljes 6,2 m, nyomásálló test 4,7 m
- Magasság: 9,6 m
- Teljesítmény: felszínen 2400 kW (3200 Le), lemerülve 560 kW (750 Le)
- Sebesség: felszínen 17,7 csomó (33 km/h), lemerülve 7,6 csomó (14 km/h)
- Hatótávolság: felszínen 15 725 km (10 csomós – 19 km/h – sebességnél), lemerülve 150 km (4 csomós – 7 km/h – sebességnél)
- Torpedóvető csövek: 4 db elöl, 1 db hátul (14 db torpedó)
- Fedélzeti ágyú: 88 mm-es ágyú 220 lőszerrel
- Legénység: 44–52 tiszt és matróz
- Maximális merülési mélység: 250 m
- Végzetes merülési mélység: 275–325 m

## VIIC/42 típus
A VIIC/42 típust 1942 és 1943 között tervezték, hogy leváltsa az öregedő VIIC típust. A nyomásálló testet jelentősen megerősítették, így 28 mm-es falvastagságával kétszer olyan mélyre merülhetett, mint az előző VIIC típusok. A VIIC/42 típusú U-bootok kívülről nagyon hasonlítottak a VIIC/41 típusú tengeralattjárókra, de két periszkóppal rendelkeztek, valamint további két torpedót tudtak szállítani.
A szerződések 164 VIIC/42 típusú tengeralattjáró legyártásáról szóltak, és néhányat el is kezdtek építeni, de 1943. szeptember 30-án a gyártást leállították, és áttértek az új XXI típus gyártására. Végül egyetlen VIIC/42 típusú tengeralattjáró sem jutott el a vízrebocsátásig.
Általános jellemzők:
- Vízkiszorítás: felszínen 999 t, lemerülve 1099 t
- Hossz: teljes 68,7 m, nyomásálló test 50,9 m
- Szélesség: teljes 6,85 m, nyomásálló test 5 m
- Magasság: 10 m
- Teljesítmény: felszínen 3300 kW (4400 LE), lemerülve 560 kW (750 LE)
- Sebesség: felszínen 18,6 csomó (34 km/h), lemerülve 7,6 csomó (14 km/h)
- Hatótávolság: felszínen 23 310 km (10 csomós – 19 km/h  – sebességnél), lemerülve 150 km (4 csomós – 7 km/h – sebességnél)
- Torpedóvető csövek: 4 db elöl, 1 db hátul (16 db torpedó)
- Fedélzeti ágyú: nincs
- Legénység: 44–52 tiszt és matróz
- Maximális merülési mélység: 270 m
- Végzetes mélység: 350–400 m

## VIID típus
A VIID típust 1939 és 1940 között tervezték. Ez a VIIC meghosszabbított változata volt és 3 csoportnyi függőleges torpedóvető csővel rendelkezett (csoportonként 5 torpedóvető cső), melyek közvetlenül a torony mögött helyezkedtek el, hasonlóan a mai, ballisztikus rakétákat hordozó tengeralattjárókhoz. A csövekből azonban nem torpedókat indítottak, hanem aknákat telepíthettek.
Ezek közül az U-bootok közül csak egy élte túl a háborút, a másik öt elsüllyedt.
A VIID típusba az U–213, U–214, U–215, U–216, U–217 és az U–218 tartozott.
Általános jellemzők:
- Vízkiszorítás: felszínen 965 t, lemerülve 1080 t
- Hossz: teljes 76,9 m, nyomásálló test 59,8 m
- Szélesség: teljes 6,4 m, nyomásálló test 4,7 m
- Magasság: 9,7 m
- Teljesítmény: felszínen 2400 kW (3200 Le), lemerülve 560 kW (750 Le)
- Sebesség: felszínen 16,7 csomó (31 km/h), lemerülve 7,3 csomó (14 km/h)
- Hatótávolság: felszínen 20 720 km (10 csomós – 19 km/h – sebességnél), lemerülve 130 km (4 csomós – 7 km/h – sebességnél)
- Torpedóvető csövek: 4 db elöl, 1 db hátul (12 db torpedó)
- Aknák száma: 15 db akna
- Fedélzeti ágyú: nincs
- Legénység: 46–52 tiszt és matróz
- Maximális merülési mélység: 200 m
- Végzetes mélység: 220–240 m

## VIIF típus
A VIIF típust 1941-ben tervezték, főként torpedók szállítására. Ezek a tengeralattjárók voltak a VII típus legnagyobb és legnehezebb tagjai. Fegyverzetük teljesen megegyezett a korábbi VII típusú U-bootokéval, de ezeknek nem volt fedélzeti ágyújuk, és 39 db torpedót tudtak magukkal vinni.
Mindössze négy VIIF típusú U-boot épült. Közülük kettő (az U–1062 és az U–1059) a Távol-Keleten teljesített szolgálatot a Monszun csoport tagjaként. A másik két tengeralattjáró (az U–1060 és az U–1061) pedig az Atlanti-óceánon maradt.
Általános jellemzők:
- Vízkiszorítás: felszínen 1084 t, lemerülve 1181 t
- Hossz: teljes 77,6 m, nyomásálló test 60,4 m
- Szélesség: teljes 7,3 m, nyomásálló test 4,7 m
- Magasság: 9,6 m
- Teljesítmény: felszínen 2400 kW (3200 Le), lemerülve 560 kW (750 Le)
- Sebesség: felszínen 17,6 csomó (31 km/h), lemerülve 7,9 csomó (14 km/h)
- Hatótávolság: felszínen 27 195 km (10 csomós – 19 km/h – sebességnél), lemerülve 140 km (4 csomós – 7 km/h – sebességnél)
- Torpedóvető csövek: 4 db elöl, 1 db hátul (39 db torpedó)
- Fedélzeti ágyú: nincs
- Legénység: 46–52 tiszt és matróz
- Maximális merülési mélység: 200 m
- Végzetes mélység: 220–240 m

## Külső hivatkozások
- A VII típusú tengeralattjáró az Uboat.net honlapon (angolul)